# 581 (szám)
Az 581 (római számmal: DLXXXI) egy természetes szám, félprím, a 7 és a 83 szorzata.

## A szám a matematikában
A tízes számrendszerbeli 581-es a kettes számrendszerben 1001000101, a nyolcas számrendszerben 1105, a tizenhatos számrendszerben 245 alakban írható fel.
Az 581 páratlan szám, összetett szám, azon belül félprím, kanonikus alakban a 71 · 831 szorzattal, normálalakban az 5,81 · 102 szorzattal írható fel. Négy osztója van a természetes számok halmazán, ezek növekvő sorrendben: 1, 7, 83 és 581.
Az 581 négyzete 337 561, köbe 196 122 941, négyzetgyöke 24,10394, köbgyöke 8,34434, reciproka 0,0017212. Az 581 egység sugarú kör kerülete 3650,53066 egység, területe 1 060 479,158 területegység; az 581 egység sugarú gömb térfogata 821 517 854,2 térfogategység.